# Hachikazuki

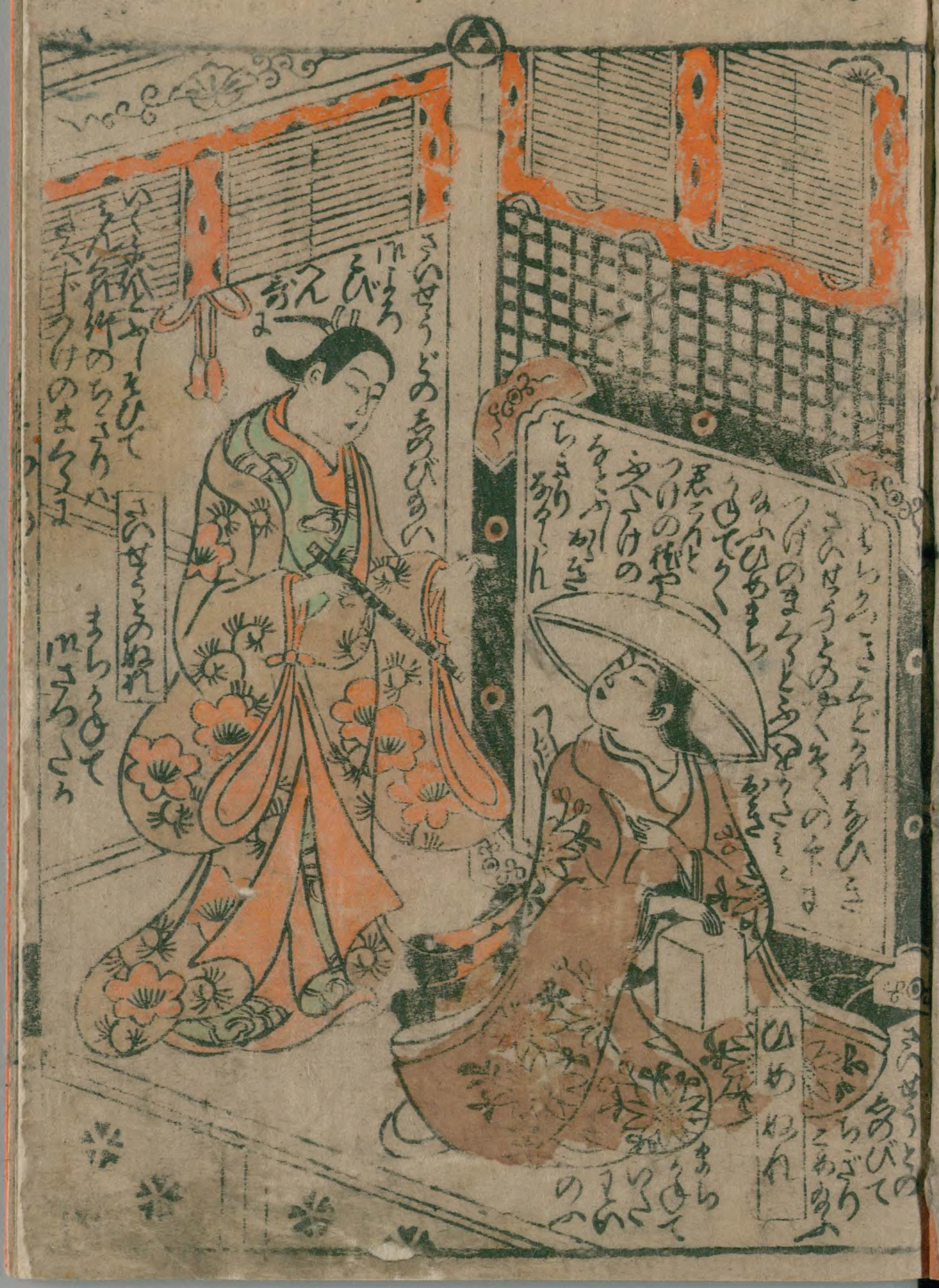
Prinzessin Hachikazuki und Prinz Saisho versprechen ihre Liebe

Das Hachikazuki (jap. 鉢かづき, auch: hachikazuki hime (鉢かづき姫) oder hachikatsugi hime (鉢かつぎ姫), engl. The Bowl Girl) ist ein klassischer japanischer Erzähl- und Märchenstoff, der zum Genre der Otogizōshi gehört. Der Wortbestandteil kazuki ist ein Archaismus und bedeutet „etwas über den Kopf stülpen“. Er leitet sich vom Verb kazuku (被く) ab und entspricht am ehesten dem heute noch gebräuchlichen Verb katsugu (担ぐ). Hachikazuki ist damit zugleich auch ein sprechender Name, der als Topos eine märchenhafte Erzählung bezeichnet, die gemeinhin als „Stiefmutter-Erzählungen“ (継子物, mamako mono) bezeichnet werden. Die Handlung dieser Erzählungen ist mehr oder minder gleichförmig bis stereotyp. Eine junge Frau erleidet, nachdem sie von der Stiefmutter aus dem elterlichen Haus vertrieben wurde, unterschiedliche Widrigkeiten. Am Ende des Leidensweges stehen jedoch immer die glückliche Heirat und ein Leben in Wohlstand und Geborgenheit. Ebenfalls zu diesem Themenkreis gehören die Erzählungen Hanayo no hime (花世の姫, Die Blumenprinzessin) und Ubakawa (姥皮, Die Haut der alten Frau). Hachikazuki ist insofern eine besondere Form dieser Stiefmutter-Erzählungen, als die Protagonistin zusätzlich durch eine entstellende kesselförmige Kopfbedeckung gezeichnet ist, die sich nicht ablegen lässt.

## Überblick
Hachikazuki entstand in der Muromachi-Zeit. Der Verfasser ist unbekannt. Mulherns Analyse zeigt, dass der portugiesische Jesuit Fabian Fucan der Autor und Hosokawa Gracia die reale Vorlage der Figur Hachikazuki sein könnten, und dass es sich damit gar nicht um eine genuin japanische Erzählung handele, sondern um eine von den portugiesischen Missionaren verfasste.
Die Erzählung blieb lange Zeit weitgehend unbeachtet, bis sie in der Edo-Zeit zu Beginn des 18. Jahrhunderts vom Verlag Shibukawa in einer Sammlung von 23 Erzählungen unter dem Titel Goshūgen Otogi Bunko (御祝言御伽文庫, Bibliothek des Hochzeitratgebers) publiziert wurde.

## Inhalt

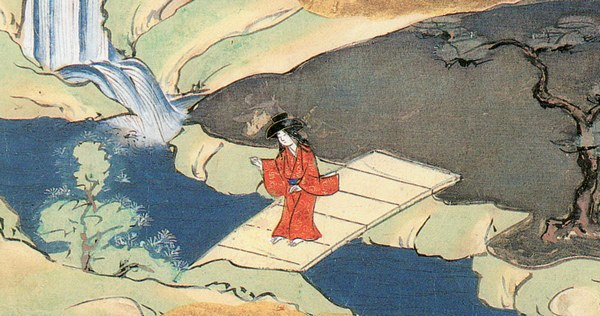
Hachikazuki, Illustration aus dem Sanzōshi-emaki (三草紙絵巻)

Die Geschichte beginnt damit, dass ein kinderloses Ehepaar gehobenen Standes die Gottheit Kannon am Hasedera Tempel anruft, sie möge ihnen gnädig sein und ein Kind schenken. Wundersamer Weise empfängt die Ehefrau ein Mädchen, wird jedoch krank, als das Kind das 13. Lebensjahr erreicht. Bevor sie stirbt, stülpt sie dem Mädchen ein kesselförmiges Gefäß über den Kopf, unter dem sie zudem eine Box platziert. Die Mutter des fortan als „Napfträgerin“ gezeichneten Mädchen stirbt; der Vater heiratet erneut. Die Stiefmutter stigmatisiert das Mädchen, bis der Vater es des Hauses verweist. Solcherart gezeichnet wandert das Mädchen tief bekümmert und ziellos umher. Sie fasst den Entschluss, ihrem bitteren Schicksal ein Ende zu setzen und springt in einen Fluss, um sich zu ertränken. Allein der Versuch misslingt, da die glockenförmige Kopfbedeckung sie wieder zurück an die Wasseroberfläche bringt.
Ein Vizeadmiral von Yamakage beobachtet den Vorgang und nimmt sie mit nach Hause als Gehilfin für sein Badehaus. Jener Mann hat drei Söhne, von denen die beiden älteren bereits verheiratet sind. Nun trägt es sich zu, dass der jüngste Sohn Saichō sich in die unansehnliche Hachikazuki verliebt. Als er auch entgegen der Familie bei seinem Liebeseingeständnis bleibt, löst sich die unansehnliche Kopfbedeckung und gibt das Antlitz einer liebreizenden jungen Frau preis. Die Box, die zudem unter der Kopfbedeckung versteckt war, beinhaltet wertvolles Geschmeide. Die beiden heiraten im Einvernehmen mit dem Vater Saichōs und führen fortan ein glückliches Leben.

## Interpretationsansätze
Erzählungen von verstoßenen Stiefkindern sind unter den Otogizōshi zahlreich. Der Topos des exilierten und umher wandernden Adligen oder Vornehmen (貴種流離譚, kishu ryūritan) wurde zuerst 1924 vom japanischen Volkskundler und Schriftsteller Origuchi Shinobu identifiziert. Demnach besitzen Erzählungen mit diesem Topos drei Elemente: eine Hauptperson von hoher göttlicher Abstammung, das Thema Exil oder Wanderung und die Distanz schaffende Ferne des Exils.
Hachikazuki ist sich nicht bewusst, dass sie ein mōshigo (申子) ist, ein Wunschkind also, dass auf die Gebete eines Paares hin geboren wurde. Diese Vorstellung geht auf die alte Erzähltradition zurück, die von der Verbindung zwischen Menschen und Göttern handelt. Ein mōshigo verkörpert das buddhistische Konzept des wakō dōjin (和光同塵), die Einheit von Schmutz und Erhabenem. Im Unterschied zu vergleichbaren Erzählungen erkennen die geschmähten jungen Frauen die Ursache für ihr Schicksal. Hachikazuki hingegen gibt der Kopfbedeckung die Schuld an allem Übel, verkennend, dass es sich eigentlich um einen göttlichen Schutz handelt. Die Kopfbedeckung wird damit zu einem Topos, der als Hilfsmittel die Präsenz und den Schutz der Göttin Kannon durch die gesamte Erzählhandlung durchführe. Im Unterschied zu anderen mamoko mono vertraut die Mutter Hachikazuki einer Göttin an und nicht etwa dem Ehemann und Vater des Kindes wie etwa in der Erzählung Chūjōhime (中将姫).
Im englischen Sprachraum besitzen die sogenannten Cinderella stories eine ähnliche Thematik, allerdings ohne einen Bezug zum Buddhismus. Im deutschen Sprachraum besitzt das Märchen von Aschenputtel, wenn auch ohne entstellenden Napf, ähnliche Themen und Motive.